# Balta ventralis
Balta ventralis är en kackerlacksart som beskrevs av Morgan Hebard 1943. Balta ventralis ingår i släktet Balta och familjen småkackerlackor. Inga underarter finns listade.